# Versmolten kalkschaaltje
Het versmolten kalkschaaltje (Diderma effusum) is een soort van slijmzwam in de familie Didymiaceae. Hij leeft saprotroof op kruidachtige plantendelen en oude bladeren. Het komt voor in naaldbos en gemengd bos.

## Kenmerken
De plasmodiocarp zijn zeer afgeplat en vormen zeer afgeplatte, onregelmatige plekken van enkele tot enkele millimeters lang. Het heeft geen hypothallus. De wand is zeer dun, glad, wit of asgrauw. Het dunne membraan is bedekt met een enkele laag nauw aan elkaar klevende kalkkorrels die onregelmatig scheuren. De columella is gereduceerd tot een dunne alutachtige laag van kalkkorrels, die de basis vormt van het plasmodiocarp.
Het capillitium bestaat korte kleurloze draden, die zich uitstrekken van de basis tot de wand, waarbij de uiteinden vertakt zijn en met elkaar verbonden zijn. De sporen hebben fijne wratjes met groepjes grovere wratjes. De sporen zijn gelijkmatig, bleek paarsachtig en meten 8 tot 10 micron.

## Verspreiding
In Nederland komt het vrij zeldzaam voor. Het staat niet op de rode lijst en is niet bedreigd.

## Taxonomie
Het is voor het eerst beschreven door Lewis David de Schweinitz in 1832 als Physarum effusum, en later overgebracht naar het geslacht Diderma, in 1894 door Andrew Price Morgan.